# Subspace Continuum
SubSpace Continuum é um jogo de naves de duas dimensões. Publicado em 1997 pela Virgin Interactive Entertainment (VIE), este jogo freeware é jogado on-line através da internet, podendo ser jogado com centenas de pessoas simultaneamente, sendo assim, um MMOG. Foi finalista do prêmio Jogo Online do Ano da Academia de Artes e Ciências em 1998.

## História
Derivado de um jogo originalmente chamado de "Sniper" (1995), SubSpace foi uns dos primeiros jogos online e provavelmente o primeiro que introduziu o trabalho em equipe ao multi-player[carece de fontes?]. Foi comercializado em 1997 com o valor de venda de 27,99 dólares.
Em 1998, a VIE faliu e o que sobrou dela foi comprado pela Electronic Arts que manteve o servidor central funcionando por um tempo e parou. A comunidade do SubSpace, então, comprou os direitos do jogo e o tornou free, hoje servidores são mantido pelos usuários, e com o passar dos anos o SubSpace tem sobrevivido e mais uma vez numa iniciativa voluntária o programa foi modificado e atualizado mudando seu nome para "Continuum".
Oferecendo um programa leve o SubSpace tem renovado seu usuários ano após ano[carece de fontes?]. Alguns servidores se mantêm desde o início como a Trench Wars, Death Star Battle e Extreme Games e outras deixam saudades como Dueling Zone Arizona, Star Wars e USD Annihilation.
O SubSpace é um exemplo de comunidade, pois todos os servidores dependem de serviço voluntário.